# Dwergrotskangoeroe
De dwergrotskangoeroe (Petrogale concinna) is een kangoeroe uit het geslacht der rotskangoeroes (Petrogale). De dwergrotskangoeroe wordt soms in een apart geslacht, Peradorcas Thomas, 1904, geplaatst, maar is verwant aan de kortoorrotskangoeroe (P. brachyotis) en P. burbidgei. De dwergrotskangoeroe wordt in Australië aangeduid als "nabarlek".

## Kenmerken
Zoals de naam al aangeeft is de dwergrotskangoeroe een kleine rotskangoeroe; alleen P. burbidgei is kleiner. Het lichaam is grotendeels grijs en de staart bevat een kwastje. De ledematen zijn wat roodachtig. Over de wangen loopt een witte streep, met daarboven, tussen neus en ogen, een donker gebied. Van de ogen tot de nek loopt een donkere streep. Achter de armen zit een donkere vlek. De kop-romplengte bedraagt 310 tot 365 mm, de staartlengte 260 tot 335 mm, de achtervoetlengte 95 tot 105 mm, de oorlengte 41 tot 45 mm en het gewicht 1200 tot 1600 g.

## Leefwijze
Deze soort is voornamelijk 's nachts actief en eet grassen, zegge en varens. Hij vindt beschutting tussen de rotsen, maar 's nachts komt hij daaruit tevoorschijn om te eten. Er worden het hele jaar door jongen geboren, maar voornamelijk in het natte seizoen.

## Verspreiding
Deze soort komt voor in Noord-Australië in de Kimberley inclusief de Bonaparte Archipelago (noordelijk West-Australië) en het noorden van het Noordelijk Territorium inclusief het Groote Eylandt. Deze soort leeft in rotsgebieden.

## Ondersoorten
De dwergrotskangoeroe heeft de volgende ondersoorten:
- Petrogale concinna concinna (Gould, 1842) – komt voor in de regio rond de Victoria-rivier in het Noordelijk Territorium.
- Petrogale concinna canescens (Thomas, 1909) – komt voor op het Top End.
- Petrogale concinna monastria (Thomas, 1926) – komt voor in de Kimberley.